# Artemistempel (Syrakus)

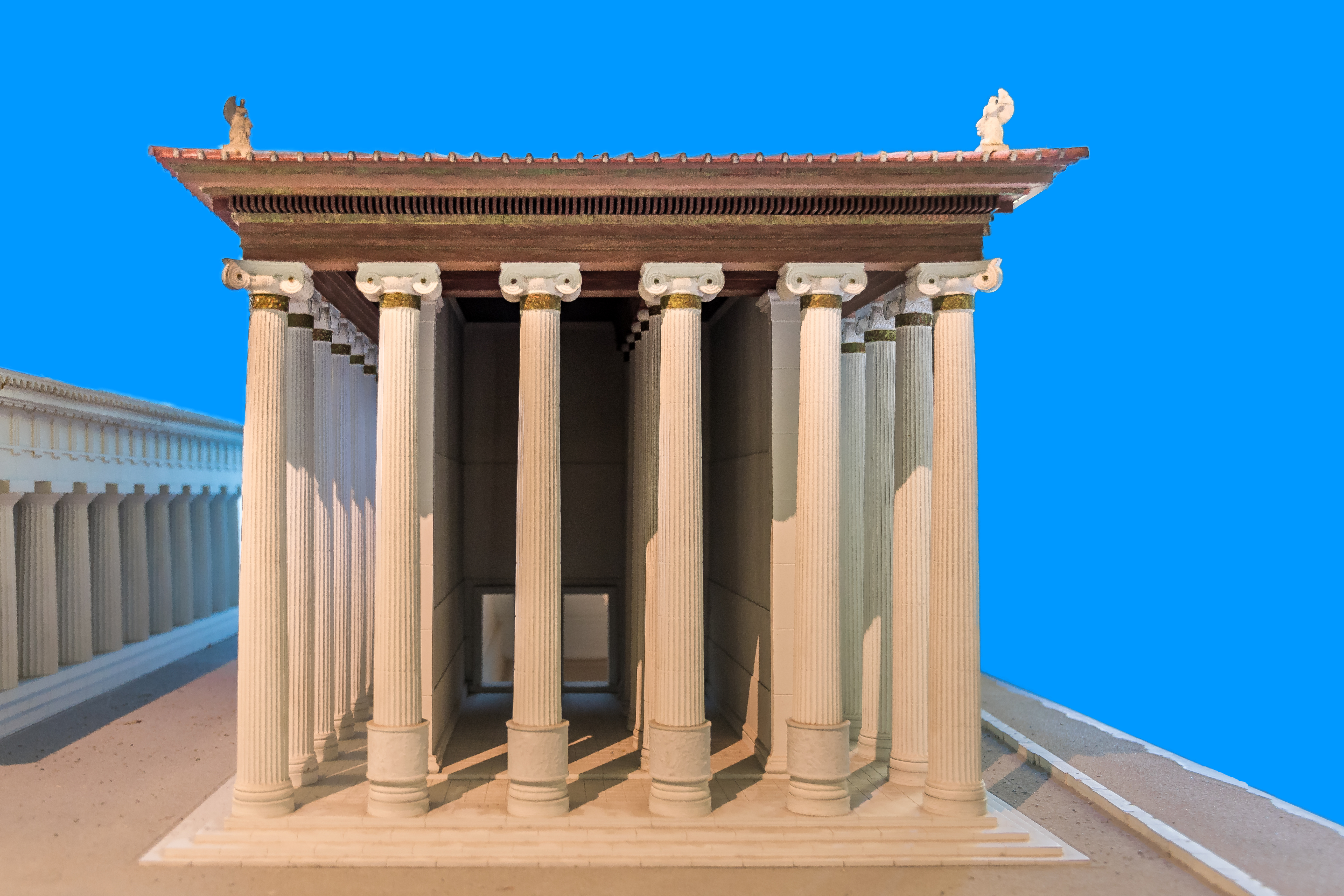
Front des Modells vom Artemistempel, Museo Archeologico Regionale Paolo Orsi

Der Artemistempel in Syrakus auf der Insel Ortygia ist heute der einzig bekannte Tempel auf Sizilien, der im 6. Jahrhundert v. Chr. in ionischem Stil zu Ehren der Göttin Artemis erbaut wurde. Die Überreste liegen auf einem Areal, wo sich zuvor im 7. Jahrhundert v. Chr., zu Beginn der griechischen Landnahme, neben Resten prähistorischer Hütten auch ein archaisches Athenaheiligtum in Form eines Megarons befand. Über den Fundamenten, die 1910 vom Archäologen Paolo Orsi entdeckt wurden, steht heute das Rathaus von Syrakus. Durch den Archäologen Gino Vinicio Gentili konnten in den 1960er Jahren Fragmente einer ionischen Säule ausgegraben werden, die mit den Säulen des Tempels der Artemis in Ephesos in der heutigen Türkei vergleichbar sind.
Die Ausmaße des Tempels in Syrakus betrugen 59 Meter in der Länge und 25 Meter in der Breite. An den Langseiten waren 16 und an den Schmalseiten 6 Säulen aufgestellt, die mit Kapitell 12,50 Meter in der Länge und an der Basis 1,70 Meter im Durchmesser maßen. Der Tempel besaß eine Vorhalle (Pronaos), die zu einem offenen Hof (Sekos) führte. Der Abschluss des Tempels bestand in einer Rückhalle (Opisthodom), die von außen betreten werden konnte.
Die moderne Forschung geht aufgrund fehlender Funde von Dachelementen davon aus, dass der Artemistempel nicht fertiggestellt wurde. Die Einstellung der Bauarbeiten zugunsten eines daneben liegenden Tempelneubaus wird um das Jahr 480 v. Chr. angenommen. Anstelle der Fertigstellung wurde zu Ehren der Göttin Athena, anlässlich der gewonnenen Schlacht bei Himera, unter Gelon ein Siegestempel im dorischen Stil errichtet.
Die Baumaterialien des unfertigen ionischen Tempels wurden vermutlich zu großen Teilen abgetragen, um für den dorischen Neubau verwendet zu werden. Das auffallende Gesamtbild des Artemistempels in Syrakus muss jedoch noch bis in das 1. Jahrhundert v. Chr. weiter bestanden haben.

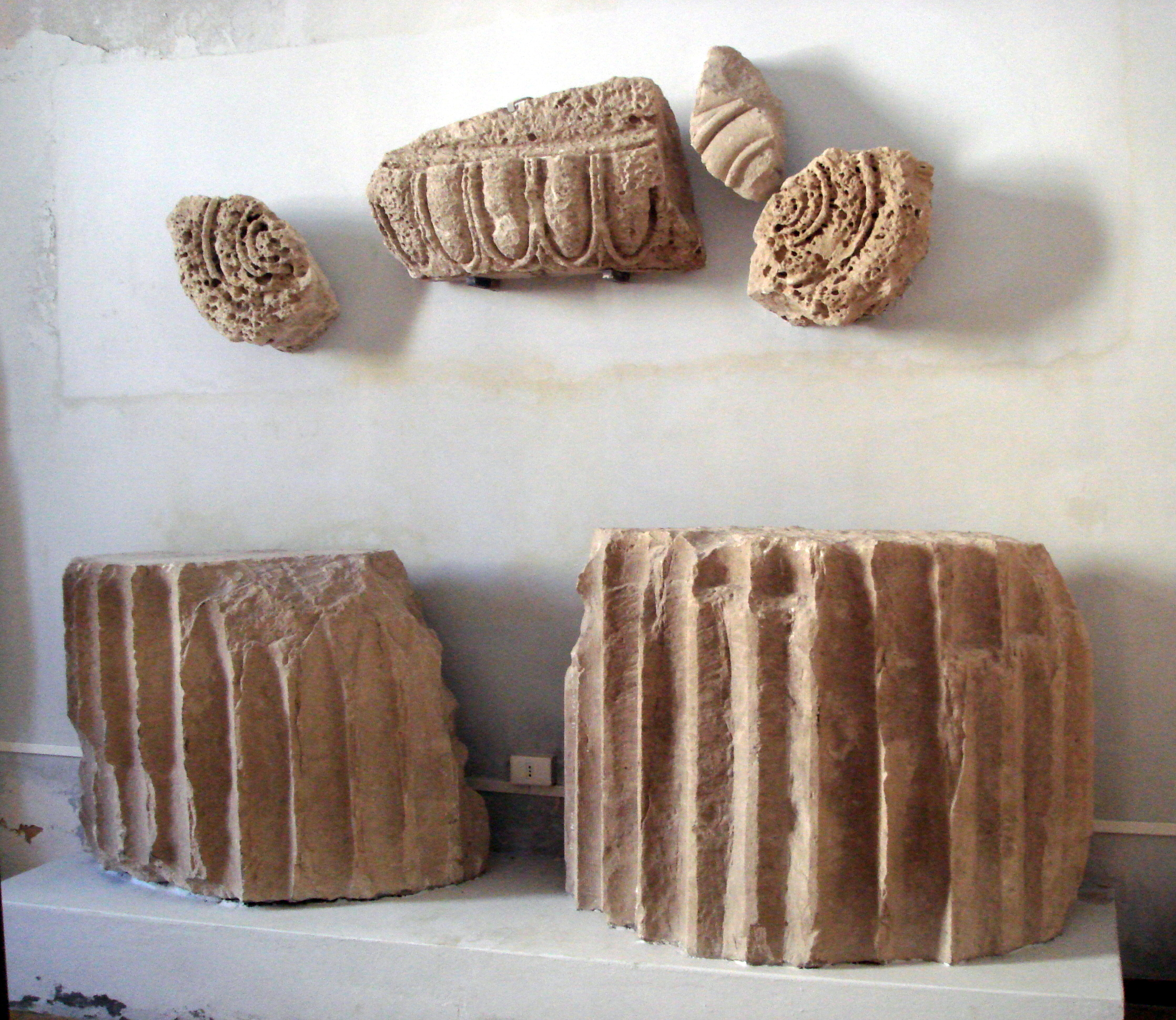
Ionische Säulenfragmente vom Artemistempel
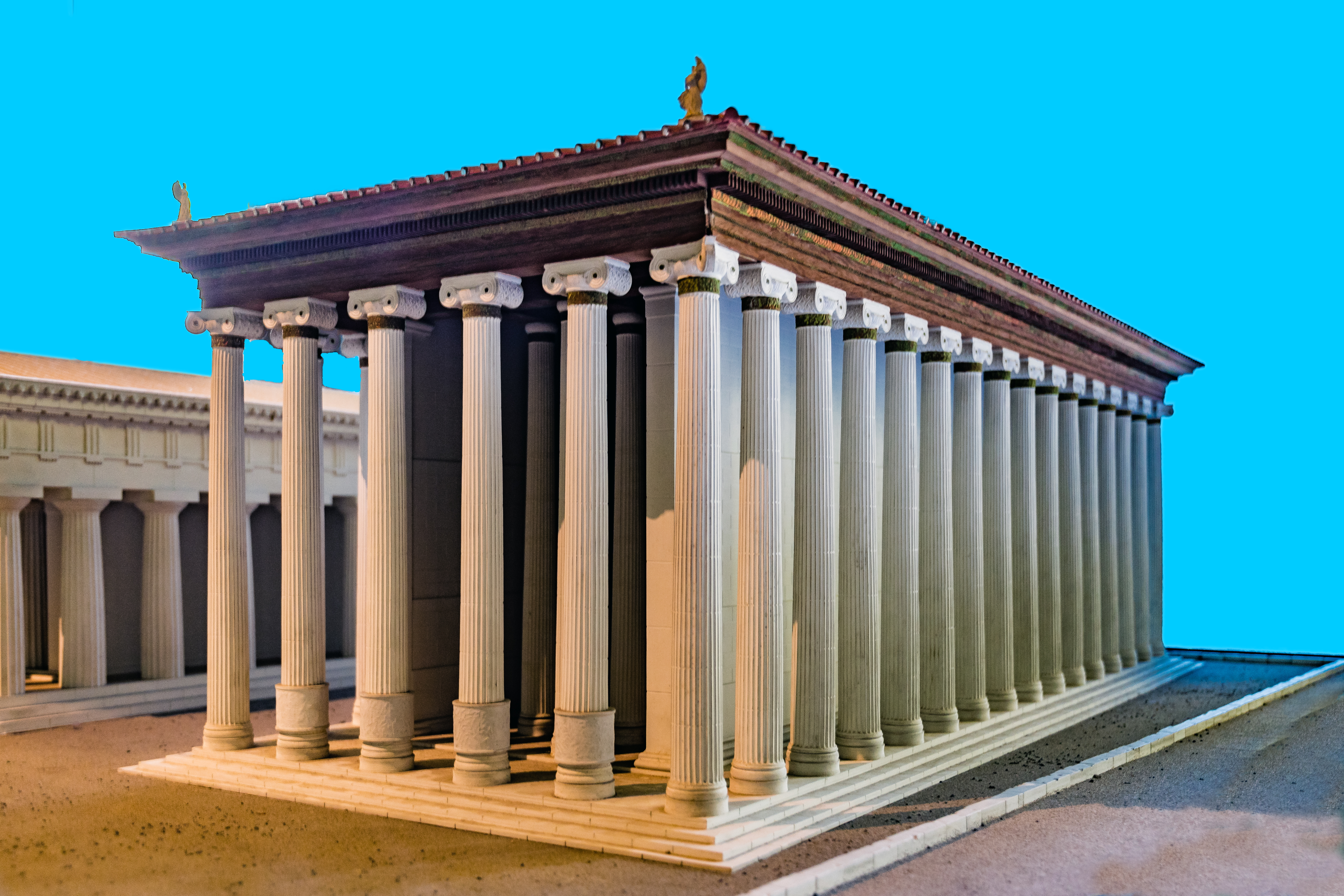
Front- und Seitenansicht des Modells vom Artemistempel
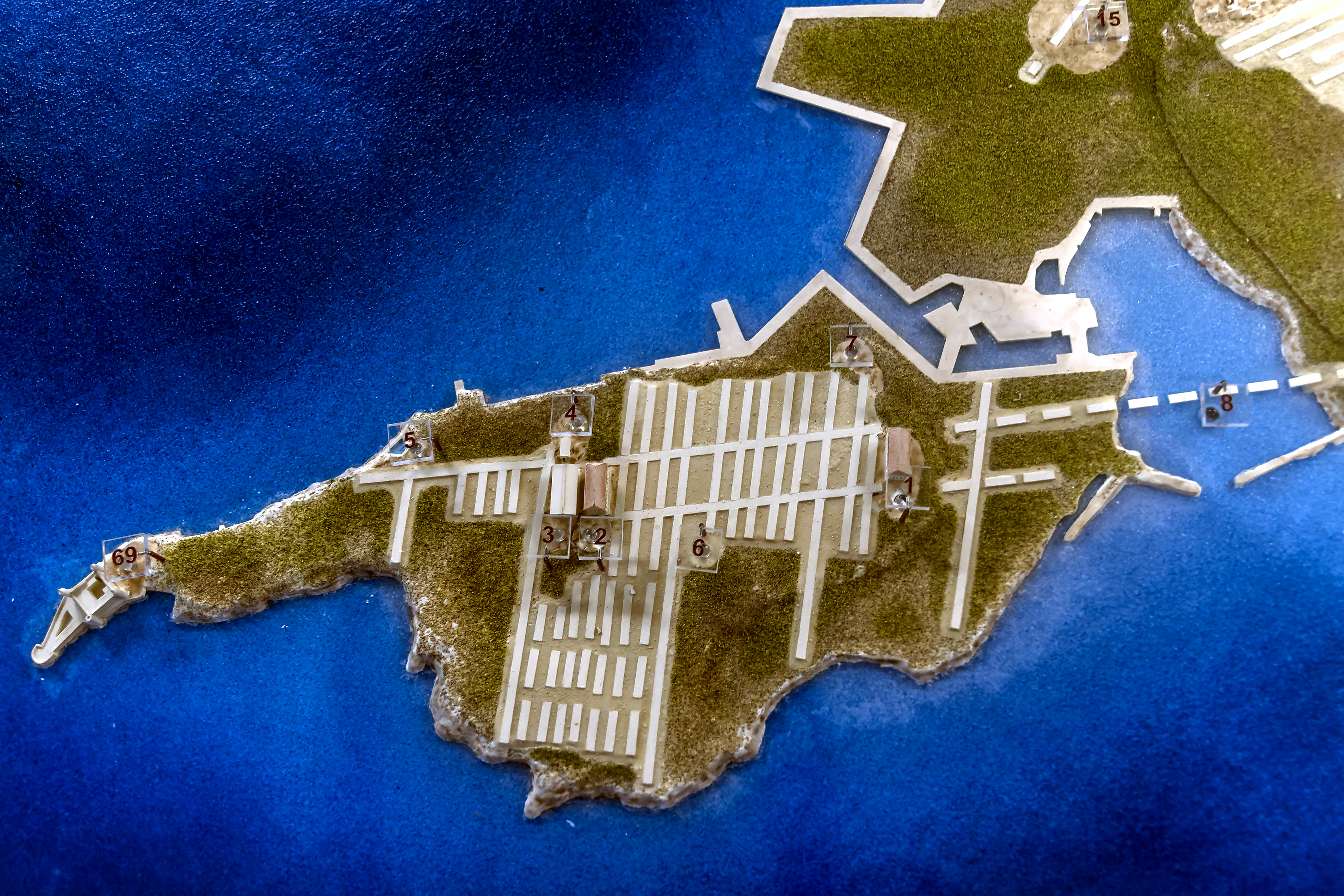
Modellausschnitt vom alten Syrakus. Der Ausschnitt zeigt die Insel Ortygia u. a. mit Lage des Artemistempels (2) und dem Tempel der Athena (3)